# عسکر خان شیبانی
میر عسکر خان عرب شیبانی معروف به عسکر خان و صولت‌العشایر کلانتر ایل عرب خمسه در اواخر دوره قاجاریه بود. او در حدود سال ۱۲۹۰ خورشیدی با نپرداختن مالیات، علیه دولت قاجار شورید و قسمتی از شمال فارس را اشغال کرد و خود را عسکر شاه نامید. پس از مدتی حبیب‌الله خان قوام‌الملک او را با نیرنگ دستگیر کرد و در شیراز به دار آویخت. پس از اعدام عسکر خان، فرزندش خانباز خان شیبانی رهبری شورش را بر عهده گرفت و درگیری‌های متعددی را با نیروهای دولتی رهبری کرد و سرانجام در اثر خیانت یکی از نزدیکانش در سال ۱۳۰۰ به قتل رسید.

## شورش
پس از قتل معتمد دیوان کواری به دست خوانین عرب در باغ لردی در نزدیکی سیدان مرودشت، تمام اسلحه و یک عراده توپ سپاه او به دست عسکر خان افتاد. ازین پس او در برابر دولت شورش کرد و خود را عسکرشاه نامید. او به مدت پنج سال به یاغیگری ادامه داد و در منطقه داراب مستقر شد. قوام که از دستگیری او ناتوان مانده بود روزی اردوی خود را به داراب منتقل کرد و با حیله عسکرخان را به چادر خود طلبید و او را دستگیر کرد. سپس عسکر خان در شیراز اعدام شد و املاک و اموال او از جمله باغ لردی توسط قوام مصادره شد.

## میراث
عسکر خان درب نقره مشهور حرم شاهچراغ موسوم به «درب عسکر خانی» و درب رواق جنوبی حرم را در برابر مال الاجاره موقوفه میج ساخته و تقدیم به حرم نموده است. محل دفن عسکر خان نیز در همان رواق جنوبی قرار دارد.